# Karanis Site Museum

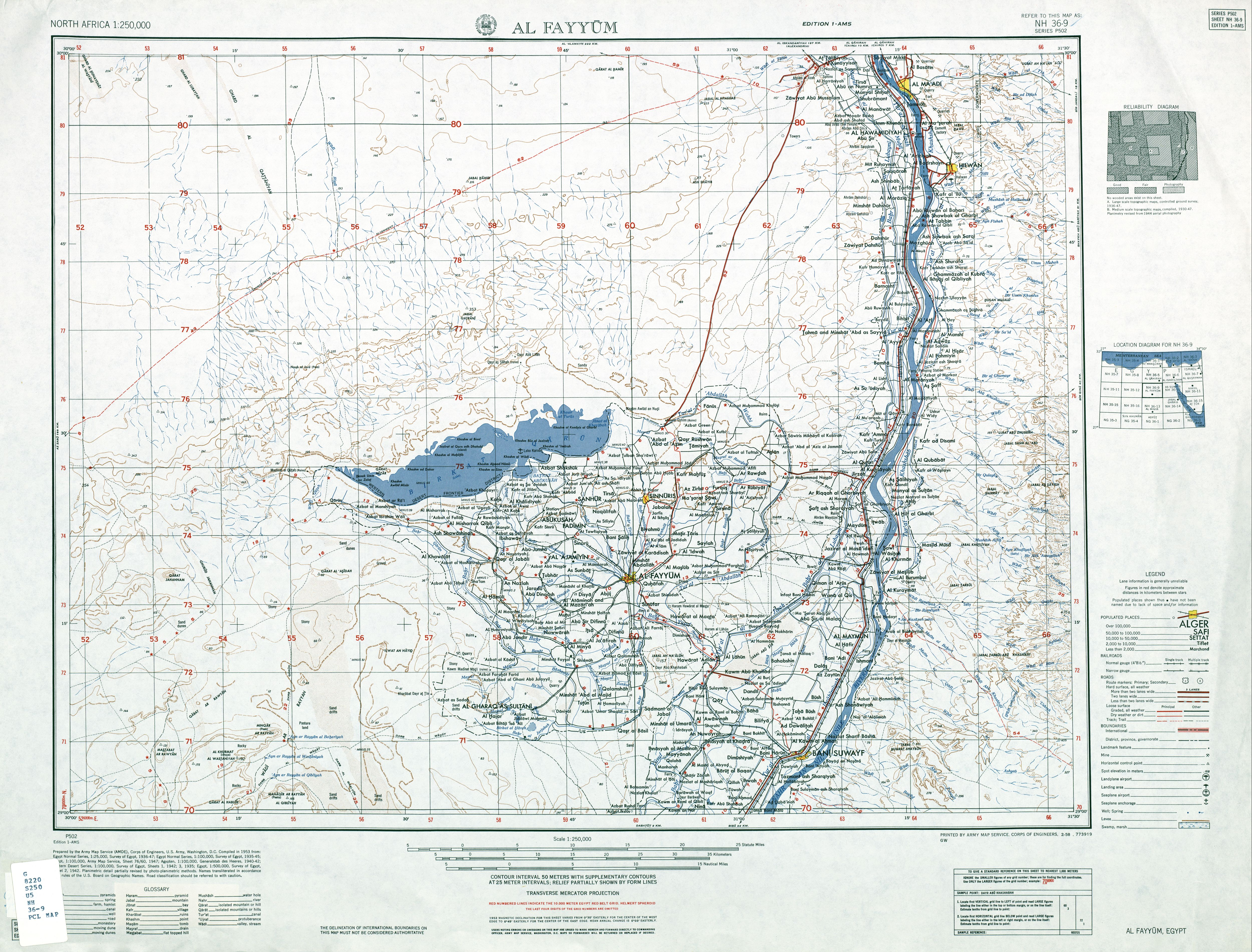
feuille de carte montrant Fayyum Oasis

Karanis Site Museum est un musée d'archéologie situé à Fayoum, Gouvernorat du Fayoum, en Moyenne-Égypte.
Le musée présente des objets de l'Égypte antique provenant de Crocodilopolis et de la région de l'oasis du Fayoum.